# Clathrus columnatus
Clathrus columnatus Bosc – gatunek grzybów z rodziny sromotnikowatych (Phallaceae). 

## Systematyka i nazewnictwo
Pozycja w klasyfikacji według Index Fungorum: Clathrus, Phallaceae, Phallales, Phallomycetidae, Agaricomycetes, Agaricomycotina, Basidiomycota, Fungi.
Synonimy nazwy naukowej:
- Colonnaria columnata (Bosc) E. Fisch.
- Linderia columnata (Bosc) G. Cunn.
- Linderiella columnata (Bosc) G. Cunn.

## Występowanie
Występuje w Australii, na Nowej Zelandii i Nowej Gwinei, w Oceanii, Afryce, Ameryce Północnej i Południowej; notowany również w Chinach.